# Disecția gâtului
Disecția gâtului (sin. evidare ganglionară cervicală, limfadenectomie cevicală) este o procedură chirurgicală pentru controlul metastazelor din ganglionii limfatici cervicali (ai gâtului) cauzate  în principal de carcinomul cu celule scuamoase (CCS) al capului și gâtului. Scopul procedurii este de a îndepărta ganglionii limfatici (sin. nodurile limfatice) dintr-o parte a gâtului în care celulele canceroase ar fi putut migra. Metastazarea carcinomului cu celule scuamoase în ganglionii limfatici ai gâtului reduce supraviețuirea și este cel mai important factor în răspândirea bolii. Metastazele cervicale (metastazele din zona gâtului) pot proveni dintr-un CCS al tractului aerodigestiv superior, incluzând cavitatea bucală, limba, nazofaringele, orofaringele, hipofaringele și laringele dar și din alte tumori primare precum cele tiroidiene, parotidiene și scalpul posterior.

## Istoria disecțiilor de gât
- 1906 - George W. Crile de la Cleveland Clinic descrie disecția radicală a gâtului. Operația cuprinde îndepărtarea tuturor ganglionilor limfatici de o parte a gâtului și include îndepărtarea nervului accesoriu spinal (NAS), a venei jugulare interne (VJI) și a mușchiului sternocleidomastoidian (SCM).
- 1957 - Hayes Martin descrie utilizarea de rutină a disecției radicale a gâtului pentru controlul metastazelor de la nivelul gâtului.
- 1967 - Oscar Suarez și E. Bocca descriu o operație mai conservatoare care păstrează NAS, VJI și SCM.
- Ultimele 3 decenii - Au fost descrise tehnici operatorii suplimentare care permit îndepărtarea selectivă a grupurilor limfatice regionale implicate.

## Împărțirea gâtului în nivele și subnivele

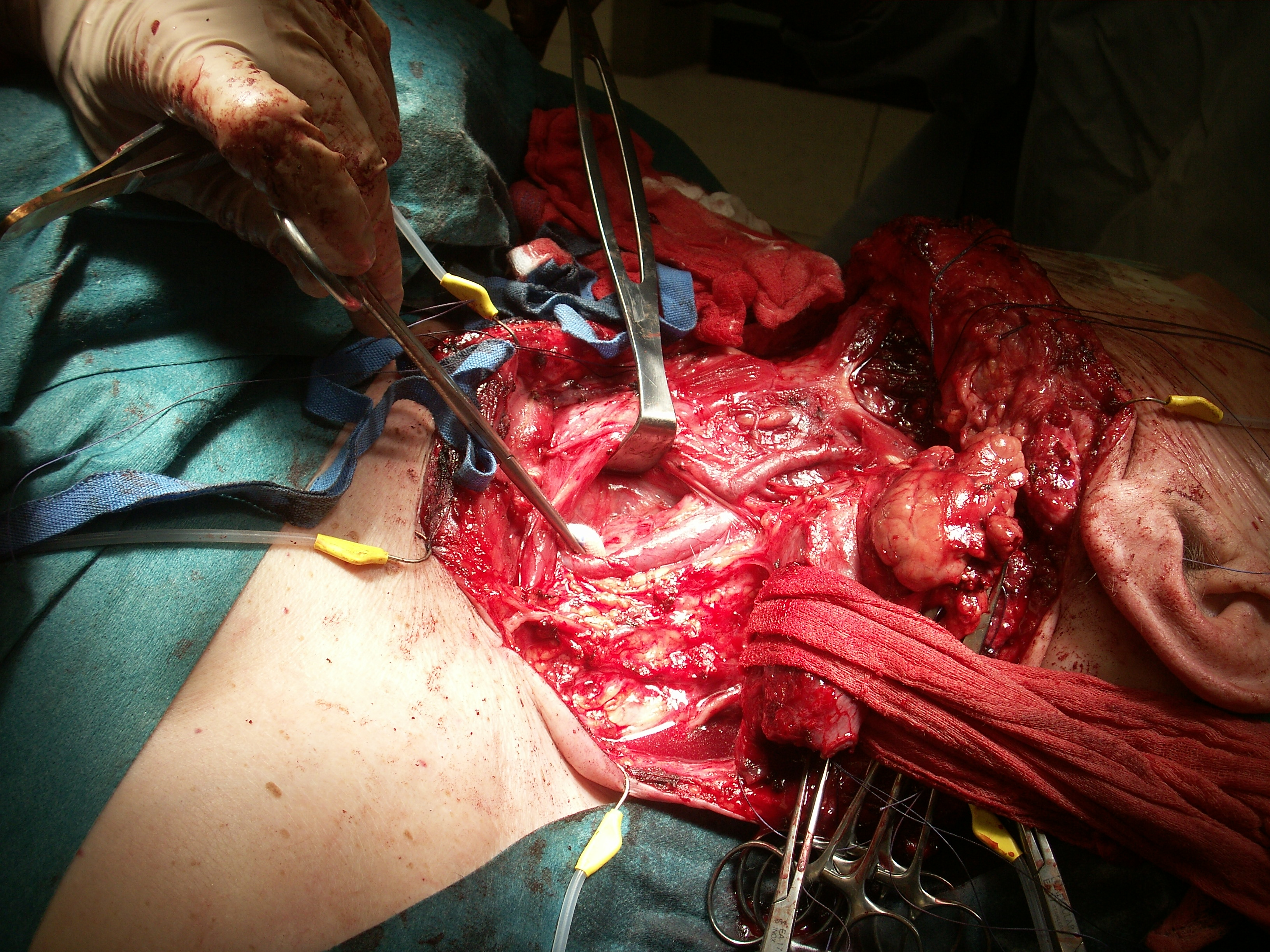
Disecția radicală modificată a gâtului

Pentru a putea descrie și înțelege poziționarea ganglionilor limfatici cervicali care sunt îndepărtați prin disecția gâtului, gâtul este împărțit în 6 zone numite Nivele . Nivelele sunt identificate prin cifre romane crescătoare pe măsură ce ne apropiem de torace. Un alt nivel, nivelul VII  a fost descris pentru a indica grupuri de noduri limfatici (ganglioni limfatici) localizați în mediastinul superior dar nu mai este în prezent utilizat. În loc de asta, ganglionii limfatici aflați în afara regiunii cervicale sunt denumiți după numele grupelor nodale specifice din regiunea respectivă.
- Nivelul I - Include nodurile limfatice submentale și submandibulare.
Triunghiul submental (subnivelul IA) este delimitat de pântecele anterioare ale mușchilor digastrici (lateral) și osul hioid (inferior). Triunghiul submandibular (subnivelul IB) este delimitat de corpul mandibulei (superior), de mușchiul stiolohoid (posterior) și de pântecul anterior al mușchiului digastric (anterior).

- Nivelul II - Acesta include nodurile limfatice din grupul jugular superior și este împărțit în subnivelele IIA și IIB.
Nivelul II este delimitat de marginea inferioară a osului hioid (inferior), baza craniului (superior), mușchiul stilohioidian (anterior) și de marginea posterioară a SCM (posterior). Nodurile limfatice din subnivelul IIA se află anterior NAS. Nodurile limfatice din subnivelul IIB se află posterior la NAS.

- Nivelul III - Acesta include nodurile limfatice ai grupului jugular mijlociu.
Acest nivel este delimitat de marginea inferioară a osului hioid (superior) și marginea inferioară a cartilajului cricoid (inferior), marginea posterioară a mușchiului sternohioid (anterior) și marginea posterioară a SCM (posterior).

- Nivelul IV - Acesta include nodurile limfatice din grupul jugular inferior.
Acest nivel este delimitat de marginea inferioară a cartilajului cricoid (superior), clavicula / furculița sternală (inferior), marginea posterioară a mușchiului sternohioid (anterior) și marginea posterioară a SCM (posterior).

- Nivelul V - Acesta include nodurile limfatice din  compartimentul posterior.
Acest compartiment este delimitat de claviculă (inferior), de marginea anterioară a mușchiului trapez (posterior), de marginea posterioară a SCM (anterior). Nivelul V este subîmpărțit în subnivelele VA (situat deasupra unui plan transversal la nivelul marginii inferioare a arcului cricoid anterior) și VB (sub planul menționat anterior).

- Nivelul VI - Acesta include ganglionii limfatici din compartimentul anterior.
Acest compartiment este delimitat de arterele carotide comune (lateral), osul hioid (superior), furculița sternală (inferior).

## Clasificarea disecțiilor gâtului
Reviziile din 2001 propuse de Societatea Americană de Chirurgia Capului și Gâtului (AHNS) și Academia Americană de Otorinolaringologie și Chirurgie a Capului și a Gâtului (AAO-HNS) le puteți regăsi mai jos.
1. Disecția radicală a gâtului (RND - Radical Neck Dissection) - îndepărtarea tuturor grupurilor de noduri limfatice cervicale ipsilaterale de la nivelurile I până la V, împreună cu NAS, SCM și VJI.
2. Disecția radicală a gâtului modificată (MRND - Modified Radical Neck Dissection) - îndepărtarea tuturor grupurilor de noduri limfatice care se îndepărtează de rutină într-o disecție radicală a gâtului (RND - Radical Neck Dissection), dar cu conservarea uneia sau mai multor structuri nelimfatice (NAS, SCM și VJI).
3. Disecția selectivă a gâtului (SND - Selective Neck Dissection). Se utilizează paranteze pentru a indica nivelele sau subnivelele operate. Este o limfadenectomie cervicală cu conservarea unuia sau mai multor grupe de noduri limfatice dintre cele care sunt îndepărtate de rutină într-o disecție radicală. Conservarea anumitor grupuri limfatice se face pe baze statistice, imagistice și de examen clinic acolo unde se consideră că este improbabil ca boala să se fi răspândit. Se reduce astfel durata, magnitudinea și mai ales morbiditatea intervenției chirurgicale. Astfel, pentru cazurile de cancer ale cavității bucale în mod obișnuit se efectuează o Disecție Selectivă (I-III). Pentru cancerele orofaringiene, hipofaringiene și laringiene Disecția Selectivă (II-IV) este procedura de dorit.
4. Disecție extinsă a gâtului. Această operație se referă la îndepărtarea unuia sau mai multor grupuri de noduri limfatice și/sau a unor structuri nelimfatice care depășesc ca localizare teritoriul anatomic al disecției radicale clasice (RND-Radical Neck Dissection).